# Liste der Biografien/Smith, W
Liste der Biografien |
Portal Biografien |
W Personensuche
# |
A |
B |
C |
D |
E |
F |
G |
H |
I |
J |
K |
L |
M |
N |
O |
P |
Q |
R |
S |
T |
U |
V |
W |
X |
Y |
Z |
?
 
Sa |
Sb |
Sc |
Sd |
Se |
Sf |
Sg |
Sh |
Si |
Sj |
Sk |
Sl |
Sm |
Sn |
So |
Sp |
Sq |
Sr |
Ss |
St |
Su |
Sv |
Sw |
Sy |
Sz
 
Sma |
Smb |
Sme |
Smi |
Smj |
Smo |
Smr |
Smu |
Smy
 
Smia |
Smic |
Smid |
Smie |
Smig |
Smij |
Smik |
Smil |
Smir |
Smis |
Smit
 
Smita |
Smite |
Smith |
Smitk |
Smitr |
Smits |
Smitt
 
Smith, A |
Smith, B |
Smith, C |
Smith, D |
Smith, E |
Smith, F |
Smith, G |
Smith, H |
Smith, I |
Smith, J |
Smith, K |
Smith, L |
Smith, M |
Smith, N |
Smith, O |
Smith, P |
Smith, Q |
Smith, R |
Smith, S |
Smith, T |
Smith, U |
Smith, V |
Smith, W |
Smith, Y |
Smith, Z |
Smith? |
Smitha |
Smithe |
Smithi |
Smiths |
Smithw |
Smithy
Die Liste der Biografien führt alle Personen auf, die in der deutschsprachigen Wikipedia einen Artikel haben. Dieses ist eine Teilliste mit 84 Einträgen von Personen, deren Namen mit den Buchstaben „Smith, W“ beginnt.

## Smith, W
- Smith, W. Eugene (1918–1978), US-amerikanischer Fotograf
- Smith, W. Wallace (1900–1989), US-amerikanischer Mormone, Enkel von Joseph Smith und Präsident der Gemeinschaft Christi

### Smith, Wa
- Smith, Wadada Leo (* 1941), amerikanischer Jazzmusiker
- Smith, Waldo E. (1900–1994), US-amerikanischer Geophysiker und Ingenieur
- Smith, Walker (1896–1993), US-amerikanischer Hürdenläufer
- Smith, Wallace (1924–1973), US-amerikanischer Boxer
- Smith, Wallace B. (1929–2023), US-amerikanischer Mormone
- Smith, Walter (1895–1977), US-amerikanischer Old-Time-Musiker
- Smith, Walter (1948–2021), schottischer Fußballspieler und -trainer
- Smith, Walter Bedell (1895–1961), US-amerikanischer General, Diplomat und Direktor der CIAWalter Bedell Smith (1895–1961)

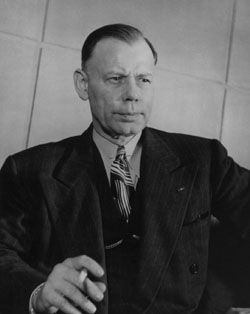
Walter Bedell Smith (1895–1961)

- Smith, Walter Campbell (1887–1988), britischer Mineraloge und Petrologe
- Smith, Walter I. (1862–1922), US-amerikanischer Jurist und Politiker
- Smith, Walter III (* 1980), US-amerikanischer Jazzmusiker (Saxophon, Komposition)
- Smith, Warren (1932–1980), US-amerikanischer Rockabilly- und Country-Sänger
- Smith, Warren (* 1934), US-amerikanischer Jazz-Perkussionist und Vibraphonist
- Smith, Warren Allen (1921–2017), US-amerikanischer Autor und LGBT-Aktivist
- Smith, Warren Cummings (* 1992), US-amerikanisch-estnischer Skirennläufer
- Smith, Wayne (1932–2024), US-amerikanischer Diplomat und Autor
- Smith, Wayne C. (1901–1964), US-amerikanischer Offizier, Generalmajor der US-Army

### Smith, Wh
- Smith, Whispering Jack (1896–1950), US-amerikanischer Pianist und Kabarettsänger (Bariton)
- Smith, Whistling Jack (* 1946), britischer Musiker
- Smith, Whitney (1940–2016), US-amerikanischer Flaggenkundler

### Smith, Wi
- Smith, Wilbur A. (1933–2021), britischer Schriftsteller
- Smith, Wilf (* 1946), englischer Fußballspieler
- Smith, Wilfred Cantwell (1916–2000), kanadischer Religions- und Islamwissenschaftler
- Smith, Will (* 1968), US-amerikanischer Schauspieler, Filmproduzent und RapperWill Smith (* 1968)

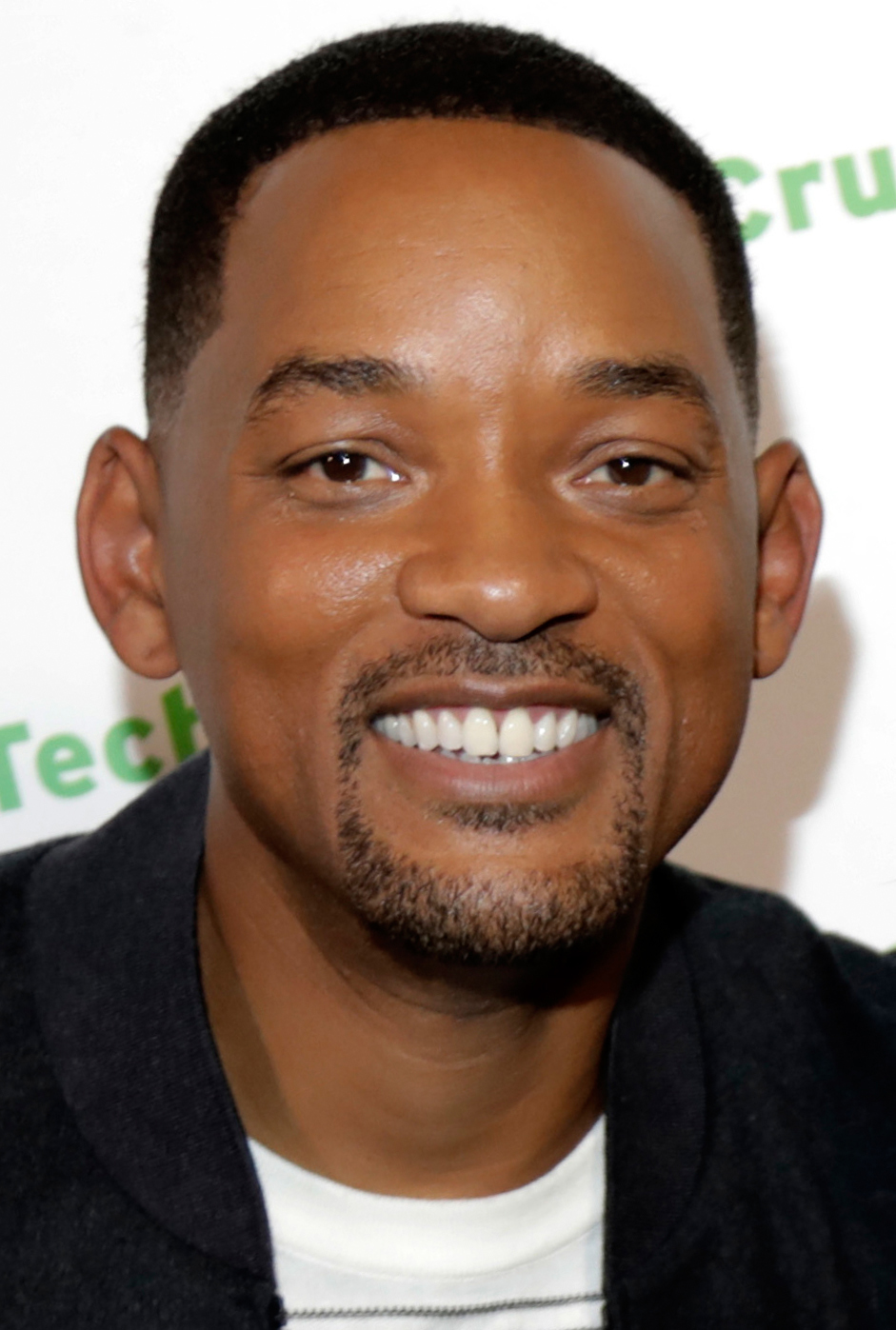
Will Smith (* 1968)

- Smith, Will (1981–2016), US-amerikanischer American-Football-Spieler
- Smith, William (1728–1814), US-amerikanischer Politiker
- Smith, William (1751–1837), britisch-amerikanischer Politiker
- Smith, William (1762–1840), britisch-amerikanischer Politiker
- Smith, William (1769–1839), englischer Ingenieur und Geologe
- Smith, William, US-amerikanischer Politiker
- Smith, William (1790–1847), englischer Seefahrer
- Smith, William (1797–1887), US-amerikanischer General und zweifacher Gouverneur von Virginia
- Smith, William (1811–1893), jüngerer Bruder des mormonischen Propheten Joseph Smith
- Smith, William (1813–1893), englischer Klassischer Philologe und Lexikograf
- Smith, William (1877–1953), kanadischer Sportschütze
- Smith, William (1893–1958), südafrikanischer Bahnradsportler
- Smith, William (1904–1955), südafrikanischer Boxer im Bantamgewicht
- Smith, William (1924–2013), US-amerikanischer Schwimmer
- Smith, William (1928–2018), US-amerikanischer Ringer
- Smith, William (1933–2021), US-amerikanischer Schauspieler und ehemaliger Kinderdarsteller
- Smith, William Alden (1859–1932), US-amerikanischer PolitikerWilliam Alden Smith (1859–1932)

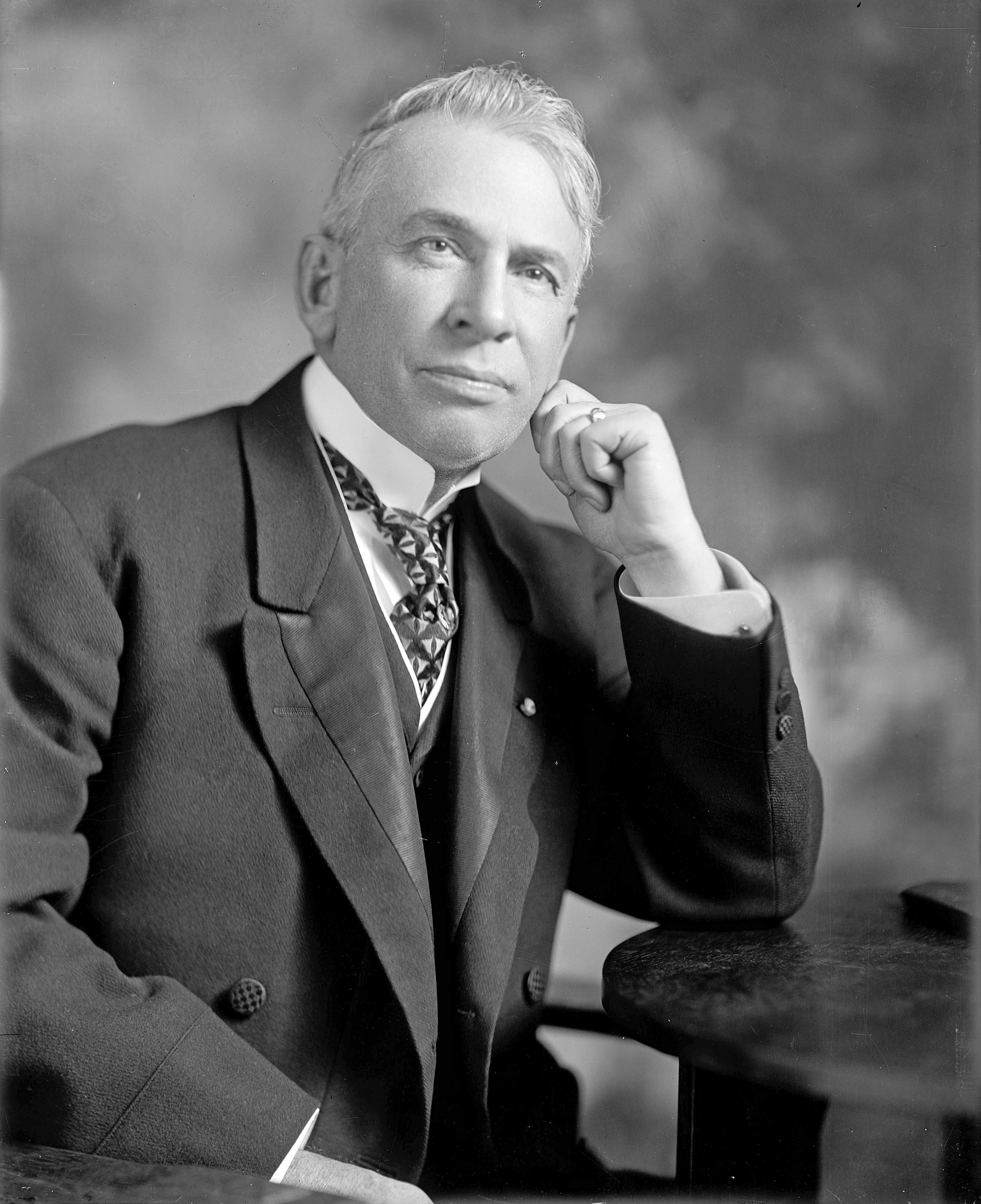
William Alden Smith (1859–1932)

- Smith, William Alexander (1828–1888), US-amerikanischer Politiker
- Smith, William Bryson, US-amerikanischer Filmtechniker und Erfinder
- Smith, William C. (1881–1972), britischer Musikbibliothekar und Bibliograph
- Smith, William Cowper (1843–1911), neuseeländischer Politiker der Liberal Party
- Smith, William Craig (1918–1986), US-amerikanischer Szenenbildner und Artdirector
- Smith, William E. (1824–1883), US-amerikanischer Politiker
- Smith, William Ephraim (1829–1890), US-amerikanischer Politiker
- Smith, William Farrar (1824–1903), General der Nordstaaten im Sezessionskrieg
- Smith, William French (1917–1990), US-amerikanischer Politiker und Justizminister
- Smith, William Grover (1857–1921), US-amerikanischer Politiker
- Smith, William Henry (1825–1891), englischer Unternehmer und Politiker, Mitglied des House of Commons
- Smith, William Henry (1833–1896), US-amerikanischer Zeitungsredakteur und Politiker
- Smith, William Hugh (1826–1899), US-amerikanischer Politiker, Gouverneur von Alabama
- Smith, William Jay (1823–1913), US-amerikanischer Politiker
- Smith, William Kennedy (* 1960), amerikanischer MedizinerWilliam Kennedy Smith (* 1960)

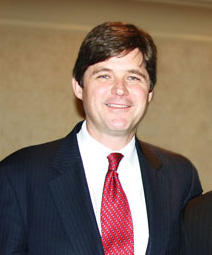
William Kennedy Smith (* 1960)

- Smith, William L. (1758–1812), US-amerikanischer Politiker
- Smith, William Nathan Harrell (1812–1889), US-amerikanischer Jurist und Politiker
- Smith, William Orlando (1859–1932), US-amerikanischer Politiker
- Smith, William Robert (1863–1924), US-amerikanischer Jurist und Politiker
- Smith, William Robertson (1846–1894), schottischer Theologe
- Smith, William Russell (1815–1896), US-amerikanischer Politiker (Demokratische Partei)
- Smith, William Ruthven (1868–1941), US-amerikanischer Militär, General der US Army
- Smith, William Stephens (1755–1816), US-amerikanischer Offizier und Politiker
- Smith, William Wright (1875–1956), schottischer Botaniker
- Smith, William, 4. Viscount Hambleden (1930–2012), britischer Politiker (Conservative Party) und Peer
- Smith, Willie (1886–1982), englischer Snooker- und English Billiards-Spieler
- Smith, Willie (1893–1973), US-amerikanischer Jazz-Pianist und -komponist
- Smith, Willie (1910–1967), US-amerikanischer Altsaxophonist
- Smith, Willie (1926–2009), US-amerikanischer Jazz-Altsaxophonist, Arrangeur und Komponist
- Smith, Willie (1936–2011), US-amerikanischer Blues-Musiker
- Smith, Willie (1956–2020), US-amerikanischer Sprinter
- Smith, Willie Mae Ford (1904–1994), amerikanische Gospelsängerin und Predigerin
- Smith, Willis (1887–1953), US-amerikanischer Politiker
- Smith, Willoughby (1828–1891), englischer Elektroingenieur
- Smith, Willow (* 2000), US-amerikanische Schauspielerin und SängerinWillow Smith (* 2000)

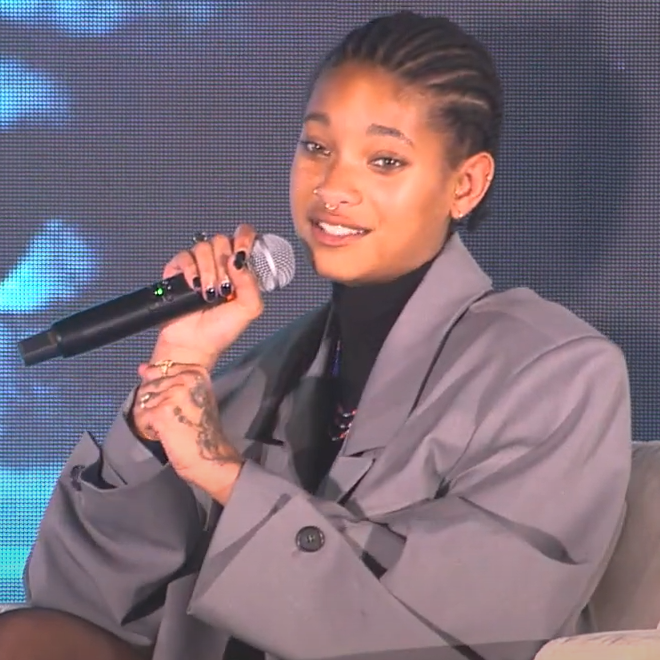
Willow Smith (* 2000)

- Smith, Wilson (1897–1965), britischer Virologe und Immunologe
- Smith, Wint (1892–1976), US-amerikanischer Politiker

### Smith, Wo
- Smith, Wolfgang (1930–2024), US-amerikanischer Physiker, Philosoph und Mathematiker
- Smith, Worthington Curtis (1823–1894), US-amerikanischer Politiker

### Smith, Wy
- Smith, Wyatt (* 1974), US-amerikanischer Filmeditor
- Smith, Wyatt (* 1977), US-amerikanischer Eishockeyspieler und -scout